# Ženskij Futbol'nyj Klub Rjazan'-VDV
Lo Ženskij Futbol'nyj Klub Rjazan'-VDV (in russo Женский футбольный клуб «Рязань-ВДВ» (Рязань)?), noto come Rjazan'-VDV, è una squadra di calcio femminile russa della città di Rjazan'. Milita in Vysšij Divizion, il massimo livello del campionato russo, del quale ha vinto tre edizioni.

## Storia
Fondata nel 1996, è stata una delle più importanti società russe di calcio femminile tra il 1997 e il 2002, vincendo due campionati e una coppa negli ultimi anni del XX secolo. Il Rjazan'-VDV è stata la prima squadra a rappresentare la Russia nella UEFA Women's Cup.
Intorno al 2013 la società avviò una campagna acquisti formando una squadra con elementi che giocavano nelle nazionali russa ed ucraina riuscendo così ad avere una formazione in grado di puntare ai vertici della classifica, risultato raggiunto con la conquista del campionato nel 2013 e della Coppa di Russia nel 2014, e del diritto a partecipare alle qualificazioni della UEFA Women's Champions League 2014-2015.

## Palmarès
- Campionato russo: 4

1999, 2000, 2013, 2018
- Coppa di Russia: 2

1998, 2014

## Statistiche

### Risultati nelle competizioni UEFA
| Stagione | Competizione     | Fase                 | Avversario   | Risultato | Risultato | Risultato |
| Stagione | Competizione     | Fase                 | Avversario   | andata    | ritorno   | aggregato |
| -------- | ---------------- | -------------------- | ------------ | --------- | --------- | --------- |
| 2001-02  | UEFA Women's Cup | fase a gironi        | Ter Leede    | 4-0       | 4-0       | 4-0       |
| 2001-02  | UEFA Women's Cup | fase a gironi        | Kavala       | 11-0      | 11-0      | 11-0      |
| 2001-02  | UEFA Women's Cup | fase a gironi        | ŠKF Žilina   | 13-0      | 13-0      | 13-0      |
| 2001-02  | UEFA Women's Cup | quarti di finale     | Umeå IK      | 1-4       | 1-3       | 2-7       |
| 2014-15  | Champions League | sedicesimi di finale | FC Rosengård | 1-3       | 0-2       | 1-5       |

## Organico

### Rosa 2018
Rosa come da sito ufficiale, aggiornata al 20 agosto 2018.
| N. |                    | Ruolo | Calciatrice           |
| -- | ------------------ | ----- | --------------------- |
| 1  | Russia (bandiera)  | P     | Marija Žamanakova     |
| 4  | Russia (bandiera)  | D     | Anna Belomytceva      |
| 5  | Russia (bandiera)  | D     | Ekaterina Dmitrenko   |
| 6  | Ucraina (bandiera) | C     | Ol'ha Basanskaja      |
| 7  | Russia (bandiera)  | D     | Oksana Eremeeva       |
| 8  | Armenia (bandiera) | D     | K'ristine Alek'sanyan |
| 9  | Russia (bandiera)  | A     | Kristina Čičkala      |
| 10 | Russia (bandiera)  | C     | Natal'ja Kuz'mina     |
| 11 | Russia (bandiera)  | C     | Asja Turieva          |
| 17 | Russia (bandiera)  | C     | Elena Morozova        |

| N. |                    | Ruolo | Calciatrice         |
| -- | ------------------ | ----- | ------------------- |
| 18 | Russia (bandiera)  | C     | Elizabeta Lazareva  |
| 19 | Russia (bandiera)  | D     | Anastasija Fetisova |
| 20 | Ucraina (bandiera) | C     | Valerija Alëšičeva  |
| 22 | Russia (bandiera)  | D     | Nadežda Koltakova   |
| 22 | Russia (bandiera)  | D     | Ljubov' Kipjatkova  |
| 23 | Ucraina (bandiera) | P     | Kateryna Samson     |
| 26 | Russia (bandiera)  | C     | Anna Sinjutina      |
| 36 | Russia (bandiera)  | A     | Elena Danilova      |
| 70 | Russia (bandiera)  | C     | Natal'ja Osipova    |